# Mitologia estone

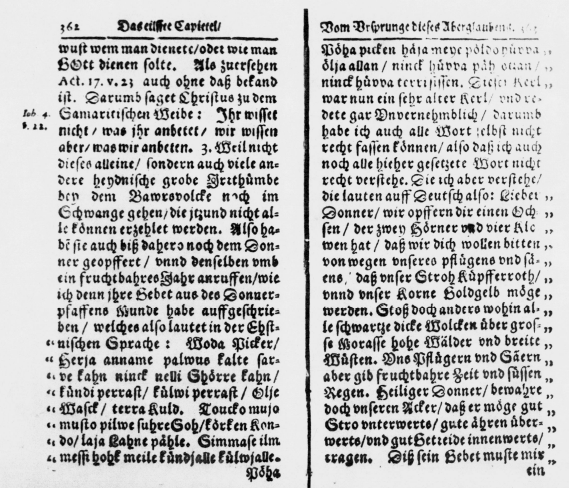
Un testo sulla mitologia estone del XVII secolo.

La mitologia estone è un sistema di miti e di leggende sviluppatosi in Estonia, che presenta diversi punti di somiglianza con le altre mitologie finniche, tra cui la vicina mitologia finlandese e con quelle altrettanto vicine ma di ceppo diverso, come la mitologia baltica e quella scandinava.
Le divinità estoni pre-cristiane includevano un dio supremo chiamato Jumal (corrispondente a Jumala in finlandese e detto Jumo nella lingua dei Mari) e nominato anche come "vecchio del cielo".
Uku (in finlandese Ukko) è per gli estoni il dio del tuono e della folgore ed è anche chiamato Vanaisa ("nonno") o Taevataat ("padre in cielo").

## Tracce e segni del folclore
Alcune tracce dei miti più antichi possono essere sopravvissute nelle canzoni runiche come nella canzone che parla di un uccello che depone tre uova che diventano il Sole, la Luna e la Terra e che corrisponde al contenuto degli agli altri miti dei popoli ugrofinnici secondo i quali il mondo è emerso da un uovo.

Altri miti raccontano che il mondo giri attorno al tronco di una quercia (oppure ad un pilastro), che il perno del cielo sia la Stella del Nord, che la Via Lattea (Linnutee in estone) sia un ramo dell'Albero del Mondo (Ilmapuu) e che il modo in cui gli uccelli si muovono quando volano porta i morti verso l'altro mondo.
I cambiamenti verso raffigurazioni più concrete avvennero probabilmente dopo l'incontro con le mitologie dei popoli con cui vennero a contatto (baltici e germanici) durante l'evoluzione antropologica delle tribù che mutavano da cacciatori-raccoglitori (cioè tribù nomadi che inseguivano le prede e cercavano i vegetali commestibili), a tribù stabilitesi in determinate zone da coltivare e con la conseguente mutazione di rivolgersi ad entità celesti viste come propiziatori meteorologici e della fertilità della terra.
Le tracce della mitologia estone medievale e pre-cristiana sono sparse nelle cronache storiche, nei racconti dei viaggiatori e nei registri ecclesiastici di coloro che a quei tempi potevano documentarli.

Non esistono scritti estoni contenenti descrizioni o registrazioni sistematiche del loro folclore se non postumi al XVIII secolo e molti dei miti o leggende raffiguranti un vero e proprio dio supremo sono probabilmente caratterizzate da influenze cristiane o straniere.

## Mitologia estone in vecchie cronache
Nel medioevo, un viaggiatore di nome Wulfstan riferì al Re del Wessex Alfredo il Grande (871-899) che le abitudini di sepoltura degli estoni comprendevano la conservazione dei morti in casa fino al giorno della cremazione.

Nelle Cronache di Enrico di Livonia del XII° secolo viene scritto che gli estoni bruciarono i corpi dei loro nemici e si pensa che per gli estoni la cremazione accelerasse il viaggio verso l'aldilà ed evitasse ai morti di diventare degli spiriti terrestri maligni.

Henricus de Lettis, l'autore delle cronache, scrive anche di una leggenda che parla di Tharaphitam e di come siano nati gli Oeseliani (gli antichi abitanti dell'isola di Saaremaa) ed ancora nei suoi scritti si riferisce al dio Taara per quattro volte nominandolo come Tarapitha .
La tradizione di alcuni riti mitologici locali descritti anche da Balthasar Russow nel 1578 giunge fino a noi come l'usanza di celebrare il sole attraverso i falò nella ricorrenza del solstizio di Mezza estate (in estone Jaanipäev) e nel considerare come dotate di spirito le piante di quercia ed il tiglio.

## Mitologia e leggende estoni pervenute
Le leggende estoni a noi pervenute possono essere un riflesso dell'influenza germanica e scandinava in quanto interpretano le forme, l'esistenza o la posizione di vari oggetti naturali come tracce del passaggio od azioni di giganti (Kalevipoeg, Suur Tõll, Leiger) e che, unendosi a Diavolo cristiano abbiano dato l'origine a Vanapagan (il "vecchio pagano", considerato il diavolo e rappresentato come un agricoltore gigante più stupido che malevolo) e che a volte viene citato come Vanatühi (il "vecchio vuoto").
Si pensa anche che il passaggio ed impatto di un meteorite avvenuto circa 3 000 o 4 000 anni fa nei pressi dell'isola di Saaremaa ed il conseguente cataclisma abbia influenzato la mitologia estone e quelle vicine, in quanto nei canti 47, 48 e 49 del poema epico finlandese Kalevala ne viene descritto l'impatto, gli incendi forestali devastanti ed il successivo tsunami.

### Motivi mitici di canzoni estoni
- una quercia enorme cresce nel cielo, viene poi abbattuta e trasformata in vari oggetti mitici
- Il Sole, la Luna e una Stella sono i pretendenti di una giovane ragazza, che infine sceglie la Stella
- un fabbro ingegnoso forgia una donna d'oro ma non è in grado di darle un'anima od una mente
- un sacro bosco inizia a morire dopo essere stato dissacrato da una coppia di amanti e solo il sacrificio di nove fratelli lo salva
- se i grandi eroi non riescono ad uccidere un terribile bue gigante lo può fare un piccolo fratello
- una donna è costretta ad uccidere sua figlia che poi va a vivere nel cielo come nubile
- una ragazza trova un pesce e chiede a suo fratello per ucciderlo ma c'è una donna dentro il pesce
- le ragazze escono di notte ed i giovani uomini del santuario (o della terra dei morti) le seducono offrendo loro ricchezze e tentazioni
- un lago si sposta in un altro luogo quando è stato dissacrato da una donna rifiutata o da una coppia incestuosa

## Letteratura mitologica
Il Kalevipoeg scritto da Friedrich Robert Faehlmann e Friedrich Reinhold Kreutzwald rappresenta il poema epico nazionale estone ed è uno scritto prosaico che riunisce molti dei canti e leggende locali in un unico testo e stabilendo la discendenza da Taara (il dio del cielo degli estoni), quella del gigante Kalev (il padre del protagonista) e ne riconduce la discendenza del popolo estone allo stesso dio Taara.

Un'altra evidente trasposizione di un canto in quest'opera consiste nella scelta del figlio delle stelle da parte di Salme (sorella di Linda, a sua volta moglie di Kalev), dopo aver rifiutato le personificazioni del Sole e della Luna.

Faehlmann scrisse anche otto ulteriori testi combinano motivi del folclore estone prendendo spunto dalle leggende e dalle canzoni locali.

### Pantheon mitologico estone
La mitologia letteraria estone descrive il seguente pantheon:
- Taara, il dio supremo e padre di tutti i viventi che viene celebrato nelle foreste di querce sacre nei pressi di Tartu
- Uku, il dio del tuono e della folgore[2]
  - La moglie di Uku è Maan-Emo[8], dea della fertilità femminile e della fortuna nella caccia[9]
  - Le figlie di Uku sono Linda e Jutta, considerate le regine degli uccelli
  - I figli di Uku sono Kõu (il tuono) e Pikne (la luce)
    - Pikne ha a sua volta una figlia (Ilmatütar, la meteorologia cattiva)
    - Pikne possiede uno strumento musicale che utilizza per scacciare i demoni

### Esseri mitologici, divinità ed eroi leggendari
- Äijātar, la figlia del diavolo. Diffonde la malattia e chiunque la guarda si ammala
- Äike, il tuono
- Ahjualune, piccolo uomo barbuto che vive sotto il pavimento e che mangia il cibo di chi lo ospita
- Alevipoeg, il figlio di Alev, un fratello di Kalevipoeg
- Ebajalg, lo spirito maligno che si manifesta creando i vortici nell'acqua
- Ehaema, la madre del crepuscolo e spirito notturno od elfo che incoraggia il nuoto
- Eksitaja, uno spirito maligno che fa perdere il cammino nella foresta o nella lettura
- Haldjas (il righello), è un elfo o fata e spirito protettore alcuni luoghi persone, piante od animali
- Hall, personificazione della malaria
- Hiid, un gigante
- Hiiela, corrisponde all'altro mondo o la terra dei morti
- Hiieneitsid, le creature di Hiiela e della terra dei morti
- Hiis, il santo del bosco
- Hingeliblikas, lo spirito di una persona che si manifesta in una falena
- Hingeloom, lo spirito di una persona che si manifesta in un insetto o piccolo animale
- Hoidja, spirito protettore
- Hämarik, personificazione del crepuscolo in una giovane e bella ragazza
- Härjapõlvlane, un goblin
- Ilmaris (oppure Ilmasepp), un abilissimo fabbro che oltre a tante altre cose ha forgiato anche il Sole e la Luna
- Ilmatütar (oppure Ilmaneitsi) figlia "impura" di Pikne e personificazione del cielo e dell'aria
- Ilo (oppure Joy), padrone di casa che offre generosa ospitalità alle sue feste
- Jumal, secondo la mitologia estone equivale a Dio
- Jutta, regina degli uccelli assieme alla sorella Linda, figlie di Taara
- Juudaline, un demone
- Järvevana, il vecchio del lago
- Kaevukoll, il fantasma del bene
- Kaitsja, il protettore
- Kalev, eroe gigante e primo re mitologico dell'Estonia, padre di Kalevipoeg
- Kalevipoeg, Kalevine, Sohni, Soini, Osmi, eroi giganti e mitologici re dell'Estonia
- Kalm, è la tomba ed anche lo spirito dei morti e signore della terra dei morti
- Kalmuneiu, ragazza delle tombe e spirito della terra dei morti
- Katk, personificazione delle piaghe
- Kaval-Ants (Hans il furbo), diavolo cattivo che maneggia gli attrezzi del suo padrone Vanapagan (il diavolo)
- Kodukäija, un irrequieto fantasma
- Koerakoonlane, un demoniaco guerriero con il viso di un cane
- Koit, personificazione dell'alba e giovane uomo perennemente innamorato di Hämarik
- Koll, uno spirito
- Kolumats, uno spirito fantasma
- Kratt (chiamato anche pisuhänd od hännamees), è un demone che prende (o ruba) il cibo, denaro o qualsiasi cosa di utile per farli diventare suoi trasformandoli in vortici o meteore di fuoco[10]
- Kuu, la Luna
- Kõu, il tuono, figlio di Uku e fratello di Pikne
- Kääbas, la tomba e lo spirito dei morti
- Külmking, è lo spirito di una morte tragica e mangia i bambini con i fratelli nella foresta
- Lapi nõid, una strega lappone
- Leiger (giocatore), un gigante che vive sull'isola di Hiiumaa e fratello giovane di Suur Tõll
- Lendva, una malattia mandata da una strega
- Libahunt (oppure Sutekskäija), licantropo, lupo mannaro
- Liiva-Annus (oppure Surm), la morte
- Linda, la madre di Kalevipoeg
- Linda, regina degli uccelli, figlia di Taara e sorella di Jutta
- Lummutis, un fantasma o spettro
- Luupainaja, l'incubo
- Maa-alused, una creatura che vive nel sottosuolo e portatrice di malattie
- Maajumalad, dio della terra
- Maaemä, la terra madre
- Maan-Emo, moglie del dio Uku dea della fertilità e della fortuna nella caccia. Corrispondente ad Akka nella mitologia finlandese è lo spirito femminile e controparte (oppure moglie) di Ukko[11]
- Majauss, una biscia domestica e spirito buono
- Mana (oppure Manalainen), un ipotetico dominatore della morte o dio della morte identificabile con Tooni[12]
- Manala, la terra dei morti[13]
- Manalane, abitatore della terra dei morti
- Marras, spirito premonitore della morte
- Mereveised, foche e trichechi
- Metsaema, madre delle foreste
- Metsavana, il vecchio della foresta
- Metsik, dio della fertilità
- Mumm, mostro e fantasma
- Murueide e Tütred, figlie dello spirito femminile Murueit, belle ragazze tentatrici
- Murueit, spirito femminile della terra e delle foreste collegata alla terra dei morti
- Näkk, uno spirito d'acqua mutaforma che assume sembianze umane. Nei popoli germanici la sua figura equivale a Nix
- Nõid una strega
- Olevipoeg, fratello di Kalevipoeg e costruttore di città, è collegato a Sant Olaf
- Painaja, l'incubo
- Pakane, la brina, il gelo ed il ghiaccio
- Pardiajaja (oppure Parteigänger od anche Peninukk), un guerriero metà demonio
- Peko (oppure Seto), dio della fertilità, delle colture e specialmente dell'orzo e della birra
- Peremees, il padrone
- Pikne (oppure Pikker), fratello di Kõu (il tuono) e figlio di Uku è considerato la luce ed "il lungo"
- Piret, la moglie di Suur Tõll
- Pisuhänd, coda di fuoco e goblin che porta il tesoro
- Puuk, goblin che porta il tesoro
- Põrguneitsi, vergine dell'inferno
- Päike, il Sole
- Rõugutaja, divinità femminile protettrice della coltura della segale e nominata donna del lavoro nella città di Narva
- Salme, sorella di Linda nel Kalevipoeg
- Sulevipoeg, amico di Kalevipoeg
- Suur Tõll (oppure Tõll), eroe gigante nell'isola di Saaremaa
- Taara, il dio supremo e dio della natura
- Tharapita, Taraphita, Taarapita, Tarapita, altre e versioni del nome Taara ed a volte considerato come il dio della guerra dagli Osiliani
- Taevataat, letteralmente "padre del cielo" è un'entità riconducibile ad Uku ed è conosciuto anche come Vanaisa (il "nonno")
- Tallaja, spirito dal passo pesante
- Tont, un fantasma
- Toonela (oppure Tooni, Manala o Mana), l'oltretomba, la terra dei morti[13]
- Tooni, dio della morte e signore dei morti[12]
- Toor (oppure Tooru), una divinità conosciuta nell'ovest dell'Estonia e collegata al Thor scandinavo. Può essere anche identificato con Tuuri.
- Tulihänd (oppure Pisuhänd "coda di cuoco"), è un elfo volante che aiuta e protegge nella salute
- Tuule-Emä, madre dei venti
- Tuuleisa, il padre dei venti
- Tuulispask, il vortice
- Tuuslar, un mago finlandese citato nel Kalevipoeg
- Täht, una stella
- Udres-Kudres, umile servo chiamato "figlio del Sole" ed eroe nelle canzoni folcloristiche
- Uku, il dio del tuono e della folgore[2]
- Vanemuine, il dio del canto, dell'arte e della letteratura
- Vanapagan ("il vecchio pagano") e conosciuto anche come: Vanatühi, ("il vecchio vuoto"), Vanakuri ("il vecchio cattivo"), Vanapoiss ("il vecchio ragagzzo"), Vanasarvik ("il vecchio con le corna") ed anche come Vanataat ("il vecchio padre"), è il diavolo
- Varavedaja, colui che porta il bottino o malloppo
- Varjuline, personificazione delle ombre o l'ombra stessa
- Veehaldjas, spirito dell'acqua e delle onde e colui che fa apparire Ahjualune
- Veteema, madre delle acque
- Vetevana, spirito delle acque
- Virmalised, le luci polari

### Santi cristiani interpretati come divinità
- Jüri (San Giorgio), patrono dell'agricoltura
- Laurits (San Lorenzo), patrono del fuoco
- Mart (San Martino di Tours), patrono della fertilità
- Olev (Sant Olaf), il costruttore della Chiesa di Sant'Olav di Tallinn
- Tõnn (Sant'Antonio abate), patrono della fertilità, dei maiali e dell'agricoltura

## Oggetti magici e mitici
- Le foreste viaggianti, quando le persone diventano avide o crudeli le foreste si spostano verso altri luoghi. Il mito è più diffuso nelle zone costiere.
- Kirikindad (i guanti), il mito dice che abbiano poteri magici, specialmente quelli dei marinai e dei pastori clericali.
- Kirivöö (la cintura), la cintura possiede i più antichi e magici poteri di tutti gli oggetti artigianali. Cinture e pizzi rossi venivano legati ai rami degli alberi sacri oppure veniva legata una cintura alle parti del corpo malate ed altre venivano strette attorno alla vita, nell'intento di proteggere e dare forza al sofferente.
- Küüntest kübar (cappello di chiodi), rende invisibile chi lo indossa (in genere il diavolo Vanatühi).
- Pietre sacre, sono le enormi (pietre erranti) depositatesi sul suolo dopo l'ultima glaciazione ed a cui in passato veniva offerto in sacrificio sangue, argento, monete e bacche rosse chiedendo in cambio benessere e prosperità. In passato su queste pietre venivano praticati dei fori (in cui oggi la gente inserisce monete e bacche) che si pensa siano stati praticati per poter svolgere funzioni astronomiche.
- Valge laev (la nave bianca), una nave che porta le genti verso la libertà o delle terre migliori. Il mito nacque intorno al 1860 quando i membri di una piccola setta guidata da Juhan Leinberg (conosciuto anche come Profeta Maltsvet) si riunirono vicino a Tallinn in attesa del sopraggiungere di una nave bianca che li portasse via.